# برادران (فیلم ۱۹۴۷)
برادران (انگلیسی: The Brothers) یک فیلم ملودرام بریتانیایی است که در سال ۱۹۴۷ منتشر شد. از بازیگران آن می‌توان به جان لوری اشاره کرد.